# Оле Петрусон
Олов Алгот „Оле” Петрусон (Нелден; 14. новембар 1943), шевесдки биатлонац, члан СК Тулус из Естерсунда. 

## Спортска биографија
Оле Петрусон је био члан шведске биатлонске штафете у три узастопна међународна такмичења у 1960-им и освојио бронзане медаље на светским првенствима и олимпијским играма. Прве бронзане медаље са светских првенстава дошле су на прва два светска биалонска првенства 1966. у Гармиш-Партенкирхену и  1967. у Алтенбергу. Трећу бронзу са штафетом освојио је на Олимпијским играма 1968. у Греноблу. Петруссон је такође учествовао на Играма 1972. године у Сапороу, где је шведска штафета завршила као пета. Најбољи појединачни пласман, Петруссон је имао на светским првенствима имао 1969. у Закопанима, када је заузео 10. место на 20 км појединачно. До 1975. редовно је учествовао на Светским првенствима. 
По завршетку каријере радио је као фармер у својом родном Налдену.